# Зидамгроцкий, Отто Александр
Отто Александр Зидамгроцкий (нем. Otto Alexander Siedamgrotzky, 18 декабря 1841 — 21 июня 1902) — немецкий ветеринар, профессор.
По завершении специального образования в Берлине и нескольких лет практической деятельности был избран в 1870 профессором Дрезденской ветеринарной школы, а в 1879 назначен инспектором ветеринарной части в Саксонии (Landesthierarzt). Его научные работы — паталого-анатомические и паталого-физиологические исследования — печатались в «Berichte uber das Weterinarwesen im Konigreich Sachsen». Вместе с Виктором Хофмайстером составил «Anleitung zur mikroskopischen und chemischen Diagnostik» (1876).